# گرگ هان
گِـرِگ هان (انگلیسی: Greg Hahn؛ زادهٔ) کمدین و بازیگر اهل ایالات متحده آمریکا است. وی مدت‌ها با درجهٔ سروانی در سپاه تفنگداران دریایی ایالات متحده آمریکا خدمت کرد.
از فیلم‌هایی که وی در آن‌ها نقش داشته است، می‌توان به استخدام اشاره نمود.